# Hospital Vell de Ripoll
L'Hospital Vell de Ripoll és un monument protegit com a bé cultural d'interès local del municipi de Ripoll (Ripollès). És la seu de l'Arxiu Comarcal del Ripollès.

## Descripció
Es tracta d'un edifici característic a Ripoll pel fet d'estar travessat per l'antic camí d'Olot, formant un arc sobre aquest i que l'uneix amb l'antiga capella de la Mare de Déu de Gràcia.

## Història
L'Hospital data de l'any 1573. L'edifici fou aixecat extramurs de la vila davant la capella ja existent de la Mare de Déu de Gràcia, sense comunicació directa amb ella, com té ara sinó enterament separada pel camí ral d'Olot.

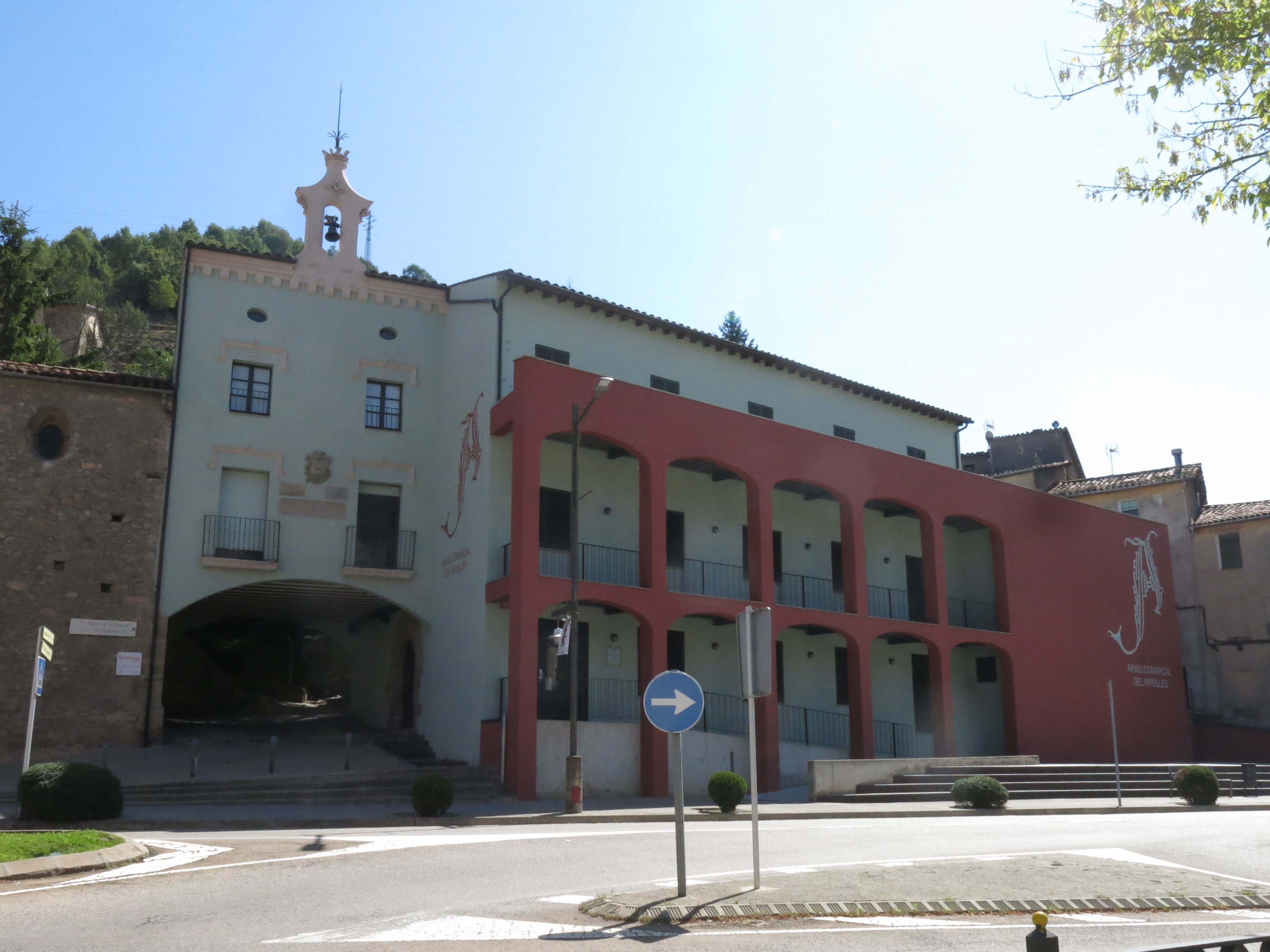
Edifici de l'Hospital, actual Arxiu Comarcal del Ripollès

Pel novembre de 1654 els francesos havien rendit Puigcerdà, amenaçant envair tot el país. Per ordre superior, el comandant militar encarregat de la defensa de Ripoll manà incendiar l'hospital i el raval per a refusar amb major avantatge els possibles atacs de l'enemic.
La nova casa s'aixecà més espaiosa que l'anterior "que la casa a la capella noi avia cosa y vui y es exa gran sala ni era tan alta la casa que estava a dos vessants". És doncs aleshores que s'hi afegí el cos d'edifici que uneix la casa amb la capella per damunt del camí d'Olot. Fou reedificada en l'any 1561. Per la mateixa causa de guerra tornà a ésser destruït l'Hospital el dia 22 de març de l'any 1839. Es reedificà regnant Isabel II d'Espanya en l'any 1846.